# Fernandina Beach
La ville américaine de Fernandina Beach est le siège du comté de Nassau, en Floride. 

## Histoire
La ville est construite sur Amelia Island. Ses premiers habitants connus étaient les Amérindiens Timucuas, vers le IIe millénaire av. J.-C.. On la nomme parfois « l'île aux huit drapeaux » car huit pavillons ont flotté tour à tour sur la cité depuis 1562 : France, Espagne, Royaume-Uni, Espagne, les Patriotes d'Amelia Island, Green Cross of Florida, Mexique, États confédérés d'Amérique et États-Unis.
Fernandina est l'ancien nom de Cuba.

## Démographie
| 1860  | 1870  | 1880  | 1890  | 1900  | 1910  |
| ----- | ----- | ----- | ----- | ----- | ----- |
| 1 390 | 1 722 | 2 562 | 2 803 | 3 245 | 3 482 |

| 1920  | 1930  | 1940  | 1950  | 1960  | 1970  |
| ----- | ----- | ----- | ----- | ----- | ----- |
| 3 147 | 3 023 | 3 492 | 4 420 | 7 276 | 6 955 |

| 1980  | 1990  | 2000   | 2010   | - | - |
| ----- | ----- | ------ | ------ | - | - |
| 7 224 | 8 765 | 10 549 | 11 487 | - | - |

Selon le recensement de 2010, Fernandina Beach compte 11 487 habitants. La municipalité s'étend sur 11,84 milles carrés (30,67 km2), dont 11,13 milles carrés (28,83 km2) de terres.